# Hylodes orientalis
Espèce
"Hylodes" orientalis est une espèce d'amphibien de la famille des Hylidés d'Uruguay dont la position taxonomique est incertaine (Incertae sedis).

## Histoire
Synonyme de :
- Hyla pulchella Duméril & Bibron, 1841 pour Klappenbach, 1968
- Phyllomedusa iheringii Boulenger, 1885, pour Lynch & Schwartz, 1971
- Actuellement Incertae sedis.

## Publication originale
- Philippi, 1902 : Suplemento a los batracios Chilenos descritos en la Historia Fisica y Politica de Chile de don Claudio Gay, p. 1-161.